# Moritz Lobeck
Moritz Ernst Lobeck (* 1972 in Dresden) ist ein deutscher Dramaturg, Kurator und Kulturmanager.

## Leben und Werk
Lobeck studierte Musikwissenschaft, Stadtsoziologie und Psychologie an der Humboldt-Universität zu Berlin. Ab 2011 arbeitete er als Dramaturg und Leiter Marketing/Development an der Staatsoper Stuttgart im Team von Intendant Jossi Wieler, Chefregisseurin Andrea Moses, Operndirektorin Eva Kleinitz und Chefdramaturg Sergio Morabito sowie an der Staatsoper Berlin und Staatsoper Wien. Mit Andrea Moses verbindet ihn eine kontinuierliche Zusammenarbeit, in gemeinsamen Produktionen u. a. in Dessau, Stuttgart, Berlin, Salzburg oder Wien arbeitete er als Dramaturg mit Dirigenten wie Daniel Barenboim, Sylvain Cambreling, Antony Hermus oder Ingo Metzmacher, dem Bühnenbildner Jan Pappelbaum sowie dem Künstler Stefan Strumbel zusammen und betreute die Produktion von „Don Giovanni“ als Live-Streaming-Projekt mit dem Entertainer Harald Schmidt in Kooperation mit 3sat, arte und dem SWR.
Ab 2014 war Lobeck Kurator des internationalen und multidisziplinären Kunstfestivals Wiener Festwochen in der Intendanz Markus Hinterhäuser. Seit 2019 leitet er das internationale Festival „DTZM - Dresdner Tage der zeitgenössischen Musik“ und ist Programmdirektor für Musik und Medien in Hellerau – Europäisches Zentrum der Künste. In Hellerau etablierte er ab 2022 das ursprünglich für 2020 geplante Festival HYBRID Biennale und entwickelte Programme mit Projekten von Künstlern wie Chaya Czernowin, Julian Charrière, Shiva Feshareki, Maria Hassabi, Ryoji Ikeda, Susanne Kennedy, Ragnar Kjartansson, Ulf Langheinrich, Robert Lippok, Claudia Märzendorfer, Rebecca Saunders, Alexander Schubert und Ensembles wie Les Percussions de Strasbourg, Ensemble Modern, Solistenensemble Kaleidoskop, Zeitkratzer, Pisse oder der Staatskapelle Dresden. Er initiierte internationale Projekte und kontinuierliche Kooperationen u. a. mit Biennale Venedig, IRCAM Paris, ZKM Karlsruhe, Ars Electronica, RASTER oder MUTEK.
Seit 2020 arbeitet er regelmäßig mit der Künstlerin Brigitta Muntendorf zusammen, gemeinsam konzipierten sie seitdem innovative Konzert- und Opernprojekte wie Covered Culture, Melencolia oder ORBIT – A War Series.

## Publikationen
- Learning or Leaving Las Vegas; Kolumne Theater heute; August/September 2024, Seite 71
- Occupy Opera, Kolumne Theater heute; Juli 2024, Seite 71
- Montagsgesellschaften, Kolumne Theater heute; Juni 2024, Seite 71
- Moritz Lobeck: Von Appia zu 3D-Audio - technische Innovationen und programmatische Setzungen; In: Barbara Büscher & Verena Elisabet Eitel (Hg.): Produktionshäuser zeitgenössischer performativer Künste, Arbeitsheft #4, S. 98ff; Leipzig 2023
- Moritz Lobeck: MIND THE GAP: Opera and Texts in the Mirror of Processes of Digital Transformation; In: Christa Brüstle (Hg.): Text as source and material in contemporary Music Theatre, S. 255ff; Universal Edition Wien – London – New York 2023
- Carla Jamatte (Moderation), Brigitta Muntendorf & Moritz Lobeck: Covered Culture in Yokohama; Goethe-Institut e.V.; Yokohama 2021
- Brigitta Muntendorf & Moritz Lobeck: Komm, süßer Tod. Räume und Rituale; In: MusikTexte 162 – Zeitschrift für neue Musik, August 2019
- Pia Janke (Moderation): Ruth Beckermann, Tina Leisch, Moritz Lobeck, Hans-Peter Wipplinger im Gespräch; In: Susanne Teutsch (Hg.): Was zu fürchten vorgegeben wird - Alterität und Xenophobie; Forschungsplattform Elfriede Jelinek; Praesens Verlag, Wien 2019
- Moritz Lobeck (Hg.): DON GIOVANNI - Texte von Hans-Georg Wegner, Nicolas Schalz, Eckehard Kiem und Moritz Lobeck; Stuttgart 2012;  Katalog der Deutschen Nationalbibliothek